# Ana Racoviță-Davila
Ana Racoviță-Davila, född 1834, död 1874, var en rumänsk filantrop, känd för sitt arbete för de föräldralösa.